# Aeschynanthus hispidus
Aeschynanthus hispidus är en tvåhjärtbladig växtart som beskrevs av Rudolf Schlechter. Aeschynanthus hispidus ingår i släktet Aeschynanthus och familjen Gesneriaceae. Inga underarter finns listade i Catalogue of Life.